# Seiner Majestät Schiff
Seiner Majestät Schiff (s njemačkog se prevodi kao "brod Njegova Veličanstva", kratica je S.M.S. ili SMS), brodski prefiks koji su rabili prusko pomorsko poduzeće (Seehandlung), Pruska ratna mornarica, Carska njemačka ratna mornarica (Kaiserliche Marine) i Austrougarska ratna mornarica. Izraz je nastao prema prijevodu britanskoga prefiksa Her Majesty's Ship ("HMS") na njemački jezik.
Ponekad se također krati kao S.M. ili SM (za Seiner Majestät) ako se brod spominje prema klasi, primjerice S.M. Kleiner Kreuzer Emden ("laki krstaš Njegova Veličanstva Emden").
Posebni oblici uključuju
- S.M.Y. (ili SMY) = Seiner Majestät Yacht ("jahta Njegova Veličanstva") za kraljevu ili carevu jahtu
- I.M.Y. = Ihrer Majestät Yacht ("jahta Njezina Veličanstva") za kraljičinu ili caričinu jahtu
- S.M.F. = Seiner Majestät Feuerschiff ("brod svjetionik Njegova Veličanstva")
- S.M.H. = Seiner Majestät Hilfsschiff ("pomoćni brod Njegova Veličanstva")
- S.M.W. = Seiner Majestät Werkstattschiff ("radni brod Njegova Veličanstva")
- S.M.U. = Seiner Majestät Unterseeboot ("podmornica Njegova Veličanstva", prefiksirajući broj umjesto imena)

## Više informacija
- Rječnik nautičkih termina